# Hydriomena subgrisea
Hydriomena subgrisea är en fjärilsart som beskrevs av William Schaus 1922. Hydriomena subgrisea ingår i släktet Hydriomena och familjen mätare. Inga underarter finns listade i Catalogue of Life.